# Pesca em Portugal

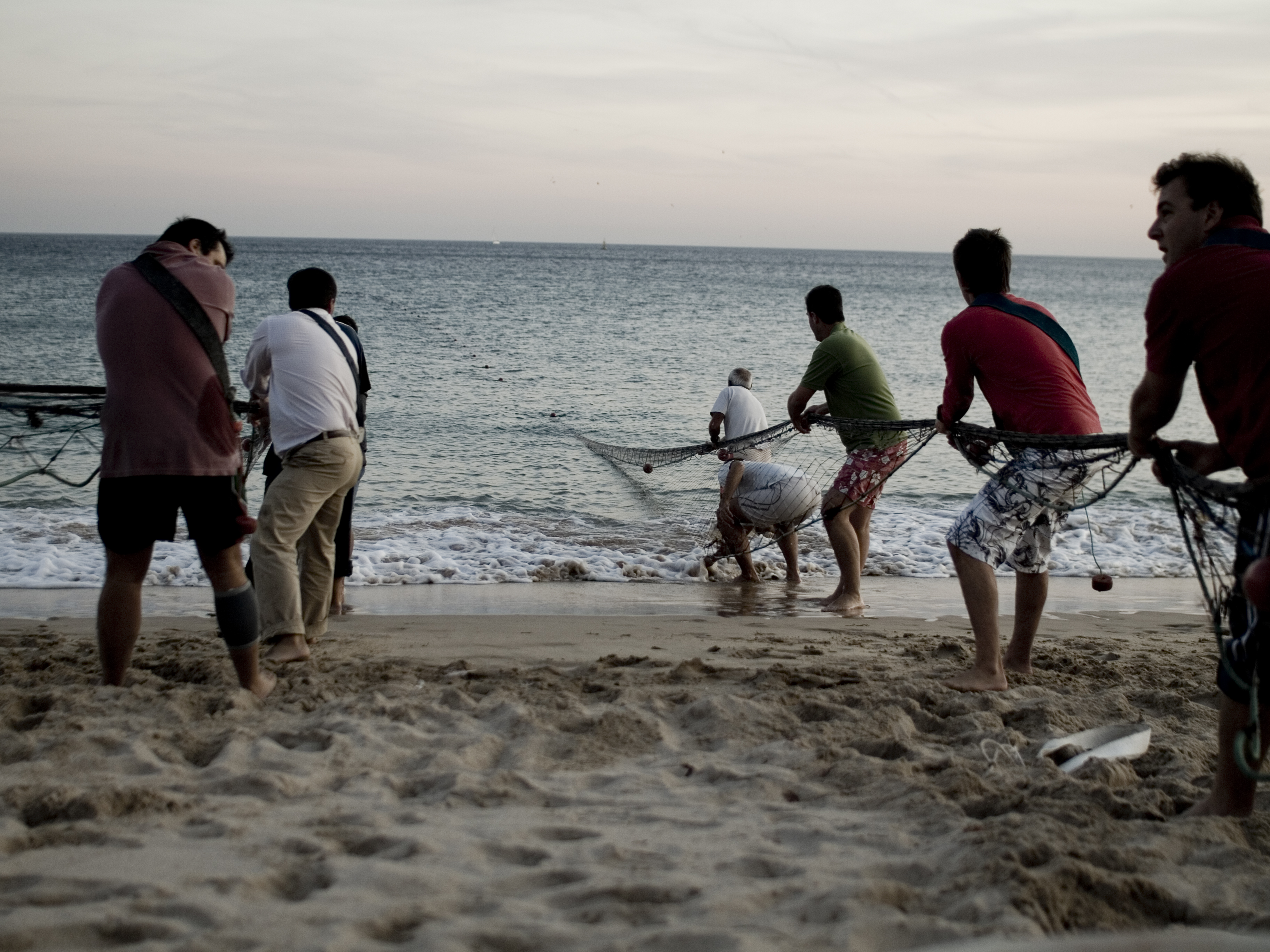
Pescadores em Sesimbra

A pesca em Portugal é uma actividade económica que foi responsável pelo desembarque estimado de 170 053 toneladas de pescado em 2007.
Com uma costa de mar abundante em peixe, muitos estuários de rios e acidentes geográficos, como as rias Formosa e a de Aveiro, onde a pesca se apresentava fácil e de elevado retorno, é fácil aceitar que rapidamente o peixe se tornou um elemento primordial para a alimentação, e consequentemente factor de fixação das populações.
Esta actividade tornou-se de crucial importância económica, potenciando o comércio e as artes e saberes ligados à pesca como a cordoaria (fabrico de cordas e redes de pesca), a construção naval, a tanoaria a extracção de sal e tantas outras.
Esta especialização moldou as culturas e tradições não só locais, como nacionais, ritmando ao longo dos séculos a História, a Cultura e a Economia Portuguesa.
A consulta dos dados do Instituto Nacional de Estatística (INE) Português sugere que é um sector que tem vindo a perder peso relativo e absoluto na economia.
A política de pescas da União Europeia reduziu a frota pesqueira em 20% numa década. Esta redução foi superior à média europeia porque a arqueação bruta de cada embarcação é superior à média europeia.
A arqueação bruta portuguesa em 2008 era de 106,5 mil GT (medida internacional para medir a capacidade dos navios). Cada navio português tinha em média uma capacidade de carga de 12,4 GT, pouco mais de metade do que a média apurada para frota europeia como um todo, apesar de deter 10% da totalidade das embarcações registadas na União Europeia.

## A relevância da pesca em Portugal
Este tópico, cujo valor não deve ser medido em percentagem do Produto Interno Bruto (PIB), uma vez, que é um sector de grande importância para a subsistência das populações ribeirinhas, assim como, um sector estratégico no que concerne à alimentação e emprego dos portugueses.
Em termos de alimentação, Portugal, tem o maior consumo per capita de pescado da UE, cerca de 57 kg/ano/habitante. É um país com uma costa continental extensa (942 km), sendo a sua ZEE ainda mais expressiva (1 656 mil km²), o que em termos de emprego assume uma significativa importância, e ainda que o emprego no sector das pescas seja inferior a 1% da população activa, tendo mesmo vindo a diminuir, a percentagem de pessoas dependentes da actividade da pesca, é vastíssima.
Trata-se pois de uma actividade, que acaba por gerar muitos empregos em terra, em sectores tão diversos, como o do comércio de peixe fresco, das conservas, dos congelados, das farinhas, da construção/reparação naval, da cordoaria, dos transportes, da administração, da investigação, da formação, entre outros.

## História
Apesar de a pesca ser uma actividade imemorial nas costa portuguesa, e das inúmeras referencias em documentos históricos, só em 1892 seria alvo pela primeira vez de um estudo compreensivo, "Estado actual das pescas em Portugal", do comandante António Baldaque da Silva. Nesta obra o autor descreve exaustivamente a actividade piscatória (artes, espécies, quantidades, etc) que se realizava em Portugal de norte a sul, bem como sugere a adopção de novas práticas.

## Os diferentes tipos de pesca em Portugal
- Pesca local - As embarcações não excedem os 9 metros, não podendo ultrapassar a área da capitania a que estão adstritas (mas também estão inseridas aquelas embarcações cuja actividade é efectuada nos rios, lagos, ou lagoas) e não podem ir além das 6 milhas (se o convés for aberto e a potência não superior a 60 cv ou 75 cv).

- Pesca costeira- "Efectuada nas áreas definidas pelo art. 64.º do decreto regulamentar n.º 43/87 de 17 de Julho", as embarcações procedem à captura do pescado entre as 9 e as 12 milhas e as embarcações têm mais de 9 metros de comprimento e tonelagem do motor não pode ser inferior a 35cv ou 25 Kw, apenas podem permanecer 24 horas no mar. Ocupa a "área limitada a norte pelo paralelo 48º norte, a Oeste pelo meridiano 14ºW, a sul pelo paralelo 30ºNorte e a leste pela costa Africana.

- Pesca de arrasto -É um subtipo de pesca costeira em que as redes utilizadas têm a forma de funil que se vai arrastando e apanhando uma grande quantidade e variedade de pescado. Existem (em 2003) em Portugal cerca de 60 arrastões de peixe especialmente para pescada e carapau)e 30 de marisco.

- Pesca de largo- São as embarcações grandes, com mais de 100 Gt, pescam além de 12 milhas e possuem mais de 8 dias de autonomia em pleno mar que pode ser prolongada até às duas semanas. Podem operar em qualquer área, excepto para dentro de 12 milhas de distância, a linha da costa Portuguesa, ou em alinhamento dos cabos da Roca, Espichel e Sines.

- Pesca longínqua- A pesca é praticada em águas internacionais, logo fora da ZEE, com barcos que são autênticas unidade industriais que procedem à captura, limpeza, armazenamento e congelação do pescado, podendo estar longos meses afastados da costa.

No entanto, tendo como referência o tipo de embarcações utilizadas e as técnicas usadas nesta arte podemos distinguir dois tipos de pesca, uma, artesanal ou tradicional, e a outra, industrial ou moderna:
- A pesca tradicional ou artesanal e que é maioritária em Portugal caracteriza-se pela existência de meios tradicionais de captura com técnicas passadas de geração em geração, com linha e redes os barcos são de reduzidas dimensões e de fraca tonelagem, na maior parte das vezes sem motor.

A tripulação é reduzida e as capturas não são significativas e como não dispõem de meios de conservação raramente permanecem no mar por muitas horas, sendo o apoio científico reduzido, bem como a produtividade. Predomina na pesca local ou costeira. O destino da produção é o autoconsumo ou a venda nos mercados locais.
- A pesca industrial ou moderna é praticada por navios de grande GT, muito bem equipados com grandes redes e funcionam como autênticas unidades industriais uma vez que procedem a captura do peixe, seu tratamento e respectiva embalagem e congelação. A detecção do pescado é feita por satélite ou por sondas com dispositivos para detenção dos bancos de peixes a sua captura é realizada por arrasto ou aspiradores. Existe a montante um grande investimento no apoio científico e a produtividade é elevada, bom como a utilização de novas tecnologias. O destino da produção é o mercado.

## Normas sanitárias e de higiene
Os países industrializados impõem medidas rigorosas de segurança alimentar e saúde animal e vegetal (sanitárias e fitossanitárias ou SPS) aos produtos importados de outros países. Por exemplo, para exportar peixe e produtos para a pesca para a UE, as embarcações devem possuir um certificado veterinário e as fábricas devem ser inspeccionadas e aprovadas por uma autoridade nacional competente acreditada pela UE.
Estas normas constituem geralmente um maior obstáculo ao comércio para os países em desenvolvimento do que as taxas e direitos alfandegários. As dificuldades que os países em desenvolvimento sentem para cumprir estas normas significam que o peixe poderá ser importado pela UE através de canais onde os controlos são menos rigídos, o que poderá também facilitar a importação de peixe capturado ilegalmente.

## Balança Comercial de Produtos da Pesca em Portugal
As importações em peso estão estabilizadas, nos últimos 3 anos, nas 350.000 toneladas. As exportações de produtos de pesca são da ordem das 100.000 toneladas. O défice em peso é por isso, de 250.000 toneladas. A importação é de 1.000.000.000€ e as exportações estão um pouco abaixo dos 400.000.000€, sendo o défice de 600.000.000€.